# پاور استس هولدینگز
پاور استس هولدینگز (به انگلیسی: Power Assets Holdings) شرکت هلدینگ برق هنگ کنگی است، که در زمینه تولید، انتقال و توزیع برق، همچنین توزیع گاز شهری فعالیت می‌کند. 
شرکت پاور استس هولدینگز در سال ۱۹۷۶ راه‌اندازی شد و در حال حاضر دارای ۵ نیروگاه سیکل ترکیبی، ۲ نیروگاه بادی، ۷ شبکه گسترده برق‌رسانی، ۵ شبکه توزیع برق، در کشورهای هنگ کنگ، بریتانیا، استرالیا، چین، نیوزیلند، هلند، تایلند و کانادا می‌باشد. این شرکت همچنین مالک ۷۲٫۰۰۰ کیلومتر شبکه گازرسانی در بریتانیا است.
دفتر مرکزی شرکت پاور استس در هنگ کنگ قرار دارد و بخشی از سهام آن در بازار بورس اوراق بهادار هنگ کنگ معامله می‌شود. این شرکت زیرمجموعه‌ای از گروه چونگ کونگ هولدینگز می‌باشد.